# Loreux
Loreux é uma comuna francesa na região administrativa do Centro, no departamento Loir-et-Cher. Estende-se por uma área de 29,44 km². Em 2010 a comuna tinha 207 habitantes (densidade: 7 hab./km²).